# Assaut-Europameisterschaften 2009
Die Savate-Boxe Française-Europameisterschaften 2009 in der Kategorie Assaut fanden am 13. und 14. November im spanischen A Coruña statt.

## Ergebnisse der Männer
| Klasse         | Klasse       | Sieger              | Zweiter          | Dritte                                        |
| -------------- | ------------ | ------------------- | ---------------- | --------------------------------------------- |
| Plume          | bis 56 kg    | Sinisa Zeljkovic    | Shann Machabert  | Richard Carbone Alberto Méndez Silva          |
| Léger          | 56 bis 60 kg | Darko Knezevic      | Julien Vandalem  | Lorenzo Parodi Jianny Alamelle                |
| Super-léger    | 60 bis 65 kg | Johan Gassiri       | Miroslav Odzic   | Matej Hrovatin Alessandro Caruso              |
| Mi-moyen       | 65 bis 70 kg | Christophe Cornu    | Igor Sivoljicki  | Chris Vanhoecke Marco Gaggero                 |
| Super mi-moyen | 70 bis 75 kg | Romaric Vuillaume   | James Antill     | Laurent Pirson Felipe Estevez                 |
| Moyen          | 75 bis 80 kg | Nicolas Chiummiento | Slobodan Popov   | Gérard Monseu Danilo Genovese                 |
| Mi-lourd       | 80 bis 85 kg | Goran Bajsanski     | Raphaël Amouroux | Nicolás Bordera Vázquez Aristide Papadopoulos |
| Lourd          | über 85 kg   | Sullivan Lambret    | Dejan Gavrilovic | Volker Bönisch Zoran Miletic                  |

## Ergebnisse der Frauen
| Klasse          | Klasse       | Siegerin           | Zweite           | Dritte                           |
| --------------- | ------------ | ------------------ | ---------------- | -------------------------------- |
| Mouches         | bis 48 kg    | Audrey Leborgne    | Mojca Mezek      | Denis Alessandroni               |
| Coqs            | 48 bis 52 kg | Ivana Popadic      | Aurélie Welmant  | Rebecca Mandefu Francesca Piffer |
| Plumes          | 52 bis 56 kg | Manuela Massari    | Laure Iacono     | Sandra Zekic Marina Horvat       |
| Légers          | 56 bis 60 kg | Cécile Boisbineuf  | Valentina Perini | Catherine Tang Laura Gilbert     |
| Super-légers    | 60 bis 65 kg | Julie Lazard       | Rachel Shore     | Valeria Ravasi Annukka Volotinen |
| Mi-moyen        | 65 bis 70 kg | Cindy Demarle      | Serena Burgio    | Julie Arnould Lizzy Hawkins      |
| Super-mi-moyens | 70 bis 75 kg | Christelle Lambret | Elisa Spies      | Silvia Bartocci Nina Vehar       |

## Quelle
- fisavate.org Dokument Results Europe Assaut (Spain)